# 苏君
苏君（1966年7月—），女，汉族，祖籍江苏省邳州市，1984年7月参加工作，1990年9月加入中国共产党。中央党校法理学专业研究生。中华人民共和国政治人物。

## 生平
苏君的父母是江苏省徐州市邳县人，早年从中国人民解放军南京军区退役转业到甘肃玉门市油田。苏君于1981年考入酒泉师范学校教育专业，1984年毕业后，在玉门石油管理局学校担任教师，1990年后，先后出任玉门石油管理局团委宣传部副部长、办公室主任、副书记、书记，并在任内加入中国共产党。1997年，苏君升任共青团甘肃省委副书记。期间，苏君曾在中共中央党校脱产学习一年，并报考了该校的法理学研究生专业。
2002年，出任平凉市人民政府副市长。2005年升任中共平凉市委副书记、纪委书记。
2008年4月，回到蘭州，出任甘肃省人口和计划生育委员会党组书记、主任，2013年，出任中共甘肃省委宣传部副部长、省文明办主任。2015年，出任甘肃省妇女联合会主席，
2017年，出任中共白银市委书记。同年5月26日，甘肃省第十三次党代表大会选举苏君为中共十九大代表。在白银市任内，因为表现优异，她于2021年获中国共产党中央委员会、中華人民共和國國務院授予「全國脫貧攻堅先進個人」稱號。2021年，白银市下辖的景泰县发生黄河石林百公里越野赛事故，作为白银市委书记的苏君因此受到甘肃省纪委监委政務警告处分。
2022年8月15日，中共甘肃省委决定苏君任甘肃省生态环境厅党组书记。